# Miles Flach

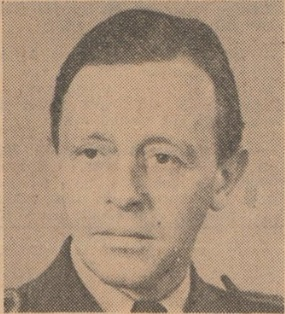
Miles Flach.

Axel Emil Bancroft (Miles) Flach, född 25 september 1902 i Karlskrona, död 3 januari 1974 i Tollarp, var en svensk militär.
Flach blev fänrik vid Livgardet till häst 1922 och löjtnant där 1926. Han övergick som sådan till Livregementet till häst 1928. Flach blev kapten vid generalstabskåren 1937, vid Södra skånska infanteriregementet 1940, major vid generalstabskåren 1941, överstelöjtnant där 1944, vid Livregementet till häst 1946, överste vid arméstaben 1949 och vid försvarsstaben 1950. Han var ordonnansofficer hos prins Gustaf Adolf 1931–1947, överste och chef för Södra skånska infanteriregementet 1952–1955, ställföreträdande militärbefälhavare vid Första militärområdet 1955–1962 och chef för svenska övervakningskommissionen i Korea 1963. Flach invaldes som ledamot av Krigsvetenskapsakademien 1951. Han blev riddare av Svärdsorden 1942, av Vasaorden 1943 och av Nordstjärneorden 1952 samt kommendör av Svärdsorden 1953 och kommendör av första klassen 1956. Flach var även kommendör av Dannebrogorden samt riddare av Belgiska Kronorden och lettiska Tre Stjärnors orden.
Miles Flach tillhörde ätten Flach. Han var sedan 1928 gift med grevinnan Ellen Hamilton, dotter till överstelöjtnant, greve Gustaf Hamilton och friherrinnan Thyra von Blixen-Finecke. Flach vilar i minneslunden på Östra kyrkogården i Malmö.